# Platythyrea turneri
Platythyrea turneri är en myrart som beskrevs av Auguste-Henri Forel 1895. Platythyrea turneri ingår i släktet Platythyrea och familjen myror. Inga underarter finns listade i Catalogue of Life.